# عامر کمال
عامر کمال (انگلیسی: Amer Kamal؛ زادهٔ ۱۳ سپتامبر ۱۹۸۷) بازیکن فوتبال اهل سودان است.
از باشگاه‌هایی که در آن بازی کرده‌است می‌توان به باشگاه فوتبال المریخ اشاره کرد.